# Nymphidium thryptica
Nymphidium thryptica är en fjärilsart som beskrevs av Hans Ferdinand Emil Julius Stichel 1911. Nymphidium thryptica ingår i släktet Nymphidium och familjen Riodinidae. Inga underarter finns listade i Catalogue of Life.